# Karl Kainberger
Karl Kainberger   (Salzburg, 1 de desembre de 1912 - Salzburg, 17 de desembre de 1997) fou un futbolista austríac que va competir durant la dècada de 1930. Jugava de davanter i era germà del també futbolista Eduard Kainberger.
El 1936 va prendre part en els Jocs Olímpics d'Estiu de Berlín, on guanyà la medalla de plata en la competició de futbol. A nivell de clubs jugà al Salzburger AK 1914 de la lliga regional de Salzburg.